# Riccardo Patrese
Riccardo Patrese   (Pàdua, 17 d'abril de 1954) és un ex-pilot de Fórmula 1 italià, vencedor de sis Grans Premis (Mònaco ' 82, Sud-àfrica' 83, San Marino' 90, Mèxic' 91, Portugal ' 91 i Japó' 92).
Va competir amb les escuderies Shadow, Arrows, Brabham, Alfa Romeo, Williams i Benetton.
El seu millor lloc al mundial va ser a la temporada 1992, en la qual va finalitzar segon, per darrere del seu company d'equip Nigel Mansell.
Va participar en 257 Grans Premis (prenent la sortida en 256) que ha estat el major nombre de participacions d'un pilot en Grans Premis durant molt de temps, essent superat per Rubens Barrichello.
Del total de GP disputats en va guanyar sis i en va aconseguir la pole en vuit.